# Subles
Subles är en kommun i departementet Calvados i regionen Normandie i norra Frankrike. Kommunen ligger i kantonen Bayeux som ligger i arrondissementet Bayeux. År 2022 hade Subles 675 invånare.

## Befolkningsutveckling
Antalet invånare i kommunen Subles
Referens:INSEE